# Bertrand de Blanchefort
Bertrand de Blanchefort  (c. 1109 — 2 de gener de 1169), anomenat també Bertrand de Blanquefort , va ser Gran Mestre de l'Orde del Temple des d'octubre de 1156 fins al 2 de gener de 1169. Era originari de Guyenne i parent del papa Climent V, que més tard serà qui dissolgui la institució. El cronista Guillem de Tir, poc sospitós de parcialitat cap als templers, el descriu com un home "religiós i ple de la por de Déu". També se'l considera com un gran guerrer amb gran sentit comú i d'una extremada honradesa.
Va succeir al André de Montbard, la mort era aviat esperada per la seva avançada edat. El 19 de juny de 1157 va ser fet presoner al riu Jordà en el lloc anomenat el gual de Jacob (batalla del llac Merom), juntament amb més de 80 templers, per Nur al-Din, el principal sobirà de Síria. Dos o tres anys després, el seu rescat pagat per Manuel I Mengen, emperador romà d'Orient, li permetrà ser alliberat amb més de 6.000 captius.
Acompanya Amalaric I de Jerusalem en la seva expedició a Egipte, però ha de tornar precipitadament per, al capdavant dels seus templers i dels croats arribats d'Europa (entre els quals es troba Guy de Lusignan), contenir Nur al-Din, que, aprofitant l'absència del rei Amaury, ataca les regions d'Antioquia i Trípoli. Després d'una primera victòria, Bertrand de Blanquefort és vençut en la batalla de Harens (1165), on moren més de 60 templers.
Les relacions amb Amalaric es degraden, quan aquest fa calar a 12 templers acusats de covardia, ja que havien lliurat a Nur al-Din la fortalesa en la qual muntaven guàrdia. En 1167, Bertrand de Blanquefort retira el seu suport a Amalaric I de Jerusalem, que desitjava annexionar Egipte, legant que això seria trencar el tractat negociat uns mesos abans pel templer Geoffroy de Foulcher i que aquesta intervenció militar tornaria a unir els musulmans. Efectivament, l'expedició acaba en un desastre, però Bertrand de Blanchefort no arribarà a veure-ho, ja que mor el 2 de gener de 1169, segons el registre parroquial de Reims.
Introduir reformes a l'Orde del Temple i va obtenir del papa Alexandre III el dret dels grans mestres de l'Ordre a portar en endavant el títol de «mestre per la gràcia de Déu» i el de tenir un bastó de comandament, l'Abacus . El va succeir Philippe de Milly.